# Czesław Kiszczak

Czesław Kiszczak

Czesław Jan Kiszczak (* 19. Oktober 1925 in Roczyny bei Bielsko-Biała; † 5. November 2015 in Warschau) war ein polnischer Politiker. Er war vom 31. Juli 1981 bis zum 6. Juli 1990 Innenminister der Volksrepublik Polen und vom 2. bis zum 19. August 1989 Ministerpräsident. Von 1985 bis 1989 gehörte er dem Sejm der Volksrepublik Polen in dessen IX. Wahlperiode an. Von 1989 bis 1990 war er stellvertretender Ministerpräsident in der Regierung von Tadeusz Mazowiecki.
Er war einer der Verantwortlichen für die Vorbereitung und Umsetzung der Kriegsrechts in der Volksrepublik Polen (13. Dezember 1981 bis 22. Juli 1983) und wurde deswegen 2012 verurteilt.

## Leben

### Junge Jahre
Kiszczak war Sohn eines Stahlhüttenarbeiters, der in kommunistischen Gruppierungen aktiv war. Während der deutschen Besatzung im Zweiten Weltkrieg wurde Kiszczak als Jugendlicher zur Zwangsarbeit ins Deutsche Reich deportiert. Nach dem Kriegsende 1945 wurde er Mitglied der Polnischen Volksarmee als auch der Polnischen Arbeiterpartei (PPR).

### In der Volksrepublik Polen
1946 wurde Kiszczak für ein Jahr an die polnische Militärmission nach London abgeordnet. Zu seinen Aufgaben gehörte die Ausspähung von Offizieren der im britischen Exil gebliebenen Anders-Armee. Er nahm zu mehreren von ihnen Kontakt auf und überredete sie zur Rückkehr nach Polen. Dort wurde allerdings mehreren der Rückkehrer der Prozess gemacht. Das Gros der Akten zur geheimdienstlichen Tätigkeit Kiszczaks in London wurde indes nach der politischen Wende von 1989/90 vernichtet; den Befehl zur Aktenvernichtung hatte Kiszczak selbst gegeben, der damals Innenminister war. Kiszczak war nach Überzeugung polnischer Historiker während seiner Londoner Zeit ein „überzeugter Tschekist“. 1948 trat er der Polnischen Vereinigten Arbeiterpartei (PZPR) bei, in der die PPR aufgegangen war. In den folgenden Jahren arbeitete er auch für den Geheimdienst und die Spionageabwehr, zuletzt als Chef des Militärgeheimdienstes. Ab 1951 war er Leiter der Informationsabteilung (= Spionageabwehr) der 18. Infanteriedivision in Ełk. Während der Säuberungen in der polnischen Armee belastete er in einem Bericht unter anderem Wacław Komar, Stanisław Flato und Józef Kuropieska. 1953 wurde er aus der Spionageabwehr entlassen und kam zur Finanzabteilung des Verteidigungsministeriums. 1957 wurde er zum Militärgeheimdienst Wojskowa Służba Wewnętrzna (WSW) versetzt. Bis 1965 leitete er dessen Organisation in der Polnischen Marine und anschließend im Schlesischen Militärbezirk. 1967 wurde er stellvertretender Kommandeur des gesamtpolnischen WSW. Nach einem operativen und strategischen Kurs an der Militärakademie des Generalstabs der sowjetischen Streitkräfte wurde er 1973 Chef des „Zweiten Generalstabes“, der Einheit, die den militärischen Geheimdienst leitete. 1978 wurde er stellvertretender Chef des regulären Generalstabs.
Als enger Mitarbeiter Wojciech Jaruzelskis war er 1980 und 1981 maßgeblich an der Ausarbeitung der Pläne für die Verhängung des Kriegsrechts beteiligt. 1981 ernannte ihn dieser zum Innenminister. Kiszczak war somit nach Auffassung des Instituts für Nationales Gedenken (IPN), das sich der Aufarbeitung von kommunistischen und NS-Verbrechen im staatlichen Auftrag widmet, einer der Hauptverantwortlichen für die Repression der Demokratiebewegung um die Gewerkschaft Solidarność. Um die Opposition zu spalten, ließ er u. a. 1983 dem inhaftierten Dissidenten Adam Michnik die Ausreise nach Frankreich („an die Côte d’Azur“) vorschlagen, doch lehnte Michnik dieses Angebot ab.
1985 ordnete Kiszczak die Aktion „Hiacynt“ (Hyazinthe) an, bei der die ihm unterstehende Geheimpolizei SB mehrere hundert Homosexuelle festnahm und registrierte. Ziel der Aktion war nach Meinung polnischer Historiker, durch Erpressung Informelle Mitarbeiter (polnisch abgekürzt TW) vor allem aus der Kulturszene zu gewinnen. Die Aktion stellte indes einen Gesetzesverstoß dar, da in der Volksrepublik Polen, im Gegensatz beispielsweise zur Sowjetunion, homosexuelle Praktiken und Lebensweisen keinen Straftatbestand darstellten.

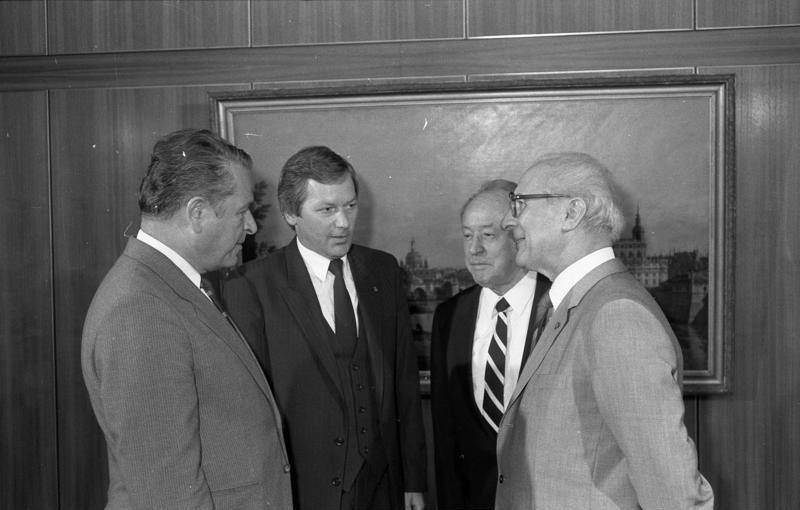
Kiszczak (l.), Honecker (r.) und Mielke (2.v.r.) bei einem Treffen in Berlin (1988)

1986 wurde Kiszczak ins Politbüro des ZK der PVAP berufen. Als Parteigröße gehörte er zu den Mitorganisatoren der Gespräche am Runden Tisch von Februar bis April 1989 und war im Juli 1989 als neuer Ministerpräsident Polens vorgesehen. Der kurz zuvor mit knapper Mehrheit vom Parlament zum Staatspräsidenten gewählte Jaruzelski nominierte ihn für dieses Amt, doch die bisherigen Blockparteien verweigerten dafür die Unterstützung. Kiszczak war nach dem Rücktritt Rakowskis vom 2. bis zum 19. August 1989 ad interim auch Ministerpräsident Polens.
Nach der Bildung der der neuen, mehrheitlich nicht-kommunistischen Regierung von Tadeusz Mazowiecki wurde Kiszczak wieder stellvertretender Ministerpräsident und Innenminister.
In dieser Funktion ordnete Kiszczak ohne Wissen Mazowieckis eine umfangreiche Vernichtung von SB-Akten an und erlaubte früheren SB-Offizieren, ihre Personalakten von belastendem Material zu säubern. Als diese Praxis bekannt wurde, musste er aus der Regierung ausscheiden. Sein Nachfolger wurde am 6. Juli 1990 der Philosoph Krzysztof Kozłowski, Redakteur der katholischen Wochenzeitung Tygodnik Powszechny und Vertrauter Mazowieckis.

### Nach der politischen Wende von 1989/90
2001 nannte Adam Michnik, mittlerweile Chefredakteur der linksliberalen Gazeta Wyborcza, Kiszczak einen Ehrenmann („człowiek honoru“); dieser habe alle am Runden Tisch gemachten Zusagen eingehalten. Mit dieser Verteidigung Kiszczaks löste Michnik eine große Kontroverse aus. 2013 widerrief Michnik seine Ehrenerklärung.
Für seinen Befehl zur Niederschlagung des Streiks in der Zeche Wujek in Katowice am 16. Dezember 1981, bei der mehrere Menschen getötet wurden, wurde Kiszczak 2004 zu einer vierjährigen Haftstrafe verurteilt, die auf zwei Jahre zur Bewährung ausgesetzt wurde. Am 12. Januar 2012 wurde Czesław Kiszczak wegen Verfassungsbruchs bei der Verhängung des Kriegsrechts 1981 schuldig gesprochen. Die Strafe von vier Jahren Haft wurde auf Grund einer Amnestie von 1989 halbiert und auf fünf Jahre zur Bewährung ausgesetzt.
Zehn Wochen nach seinem Tod berichteten die polnischen Medien im Februar 2016, dass seine Witwe Maria beim Leiter des IPN in Warschau vorstellig geworden sei, um ihm Geheimdienstakten, die ihr verstorbener Mann zu Hause gehortet hatte, für 90.000 Złoty zu verkaufen. Dieser ging indes nicht auf das Angebot ein, vielmehr ließ die staatsanwaltschaftliche Abteilung des IPN die Dokumentensammlung unverzüglich beschlagnahmen. Darunter befand sich auch ein Aktenkonvolut über den Geheimdienstinformanten „Bolek“ aus den Jahren 1970 bis 1976. In mehreren Dokumenten steht den Berichten zufolge der Klarname für „Bolek“: Lech Wałęsa. Polnische Historiker wiesen nach der Publikation eines Teils der Dokumente aus der Akte „Bolek“ darauf hin, dass Kiszczak Anfang der 1980er Jahre die Fälscherwerkstatt des SB angewiesen habe, Dokumente zu fabrizieren, die Wałęsa als SB-Spitzel kompromittieren sollten. Ein Teil der Dokumente wurde auf Befehl Kiszczaks dem Nobelpreiskomitee in Oslo zugespielt, nachdem bekannt geworden war, dass Wałęsa zu den Kandidaten für den Friedensnobelpreis gehörte. Dass dieser den Preis 1983 tatsächlich bekam, wurde als schwere Niederlage Kiszczaks angesehen.